# Muránska Dlhá Lúka

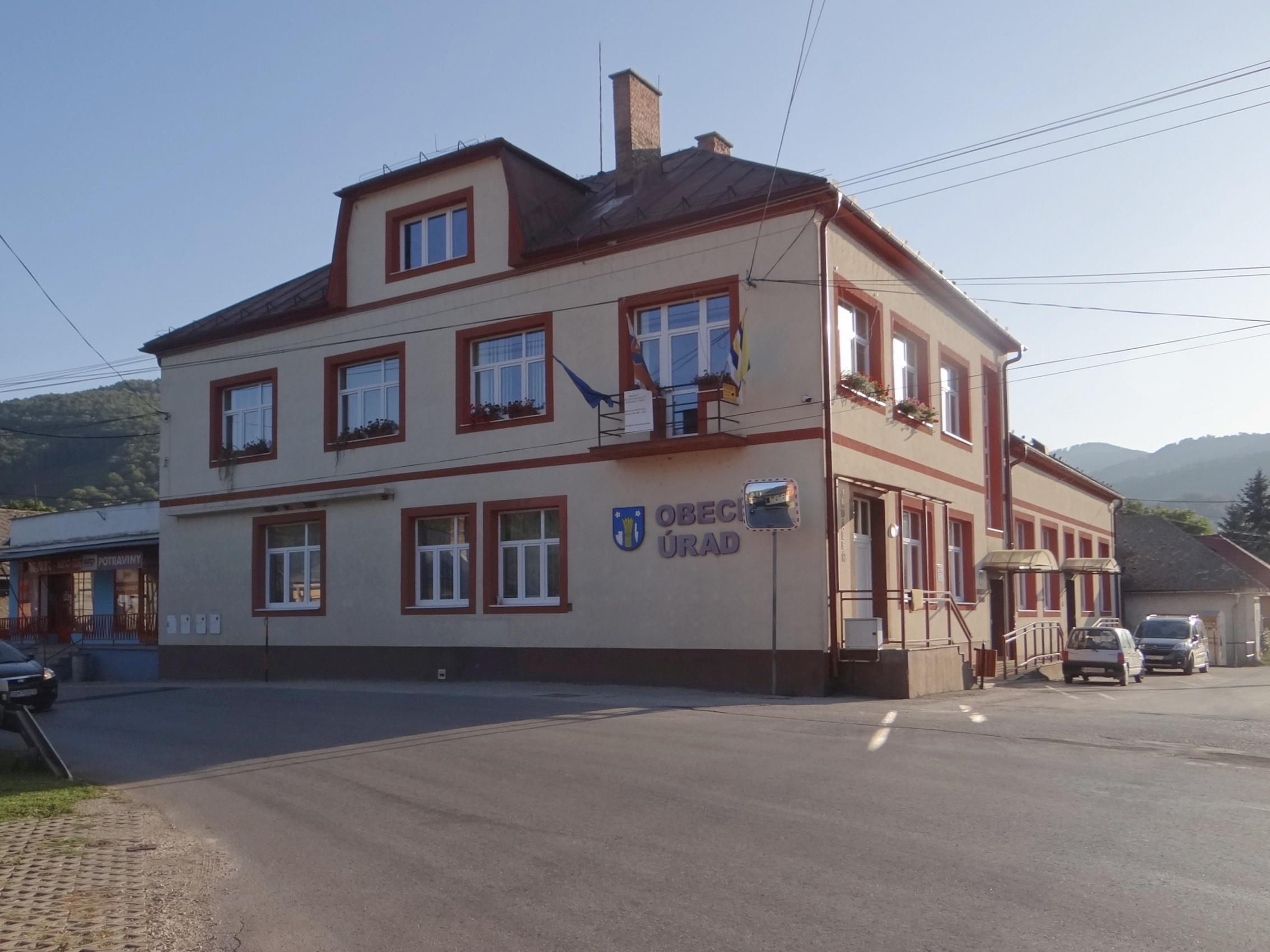
Urząd wiejski

Muránska Dlhá Lúka – wieś (obec) na Słowacji położona w kraju bańskobystrzyckim, w powiecie Revúca. Miejscowość położona jest w dolinie górnego biego rzeki Muráň w Górach Stolickich (Stolické vrchy).
Pierwsze wzmianki o miejscowości pochodzą z roku 1357.
Według danych z dnia 31 grudnia 2012, wieś zamieszkiwały 892 osoby, w tym 442 kobiety i 450 mężczyzn.
W 2001 roku rozkład populacji względem narodowości i przynależności etnicznej wyglądał następująco:
- Słowacy – 94,7%
- Czesi – 0,54%
- Romowie – 2,31%
- Węgrzy – 1,09%.

Ze względu na wyznawaną religię struktura mieszkańców kształtowała się w 2001 roku następująco:
- Katolicy rzymscy – 60,73%
- Ewangelicy – 30,98%
- Prawosławni – 0,14%
- Ateiści – 4,76%
- Nie podano – 1,09%.